# إيلدا جاديا
هيلدا جاديا أكوستا (ولدت في شهر مارس 1921 في ليما، بيرو، وتوفيت في فبراير عام 1974 في هافانا، كوبا ) كانت خبيرة اقتصادية في البيرو وزعيمة يسارية، وكاتبة. وهي أيضاً زوجة تشي غيفارا الأولى.
جاديا كانت أول وزيرة للاقتصاد للجنة الوطنية التنفيذية لحزب التحالف الثوري الشعبي أمريكانا (ابرا وأمريكا التحالف الشعبي الثوري)  قادت جاديا أنشطة في البيرو إلى منفاها في عام 1948. اجتمعت لأول مرة مع غيفارا في غواتيمالا في كانون الأول 1953.
جاديا وغيفارا انتقلا إلى المكسيك بسبب ضغوط من سياسات بلادهما. عرض جادي غيفارا الكوبي عدة للمتمردين. تزوج جيفارا جاديا في المكسيك في سبتمبر 1955. وانتهى الزواج بالطلاق في مايو 1959. أنجبت جاديا مولوداً لجيفارا طفلة سماها هيلدا بياتريس "Hildita" غيفارا في شباط 1956.
خاض غيفارا الحرب ضمن الثورة الكوبية. عندما جاء إلى جاديا غيفارا كوبا أعلن أنه قد سقط في الحب مع امرأة أخرى، أليدا، وطلب الطلاق. وظل موالي لحركة جادي غيفارا السياسية وتوفيت في هافانا في عام 1974. كتبت جاديا مذكراتها في كتاب وأسمته «حياتي مع تشي».
بدأ سان غابرييل رومان، وهو كاتب لمجلة Z، كتابة مسرحية عن حياة جاديا.